# Euxoa relaxa
Euxoa relaxa là một loài bướm đêm trong họ Noctuidae.